# جوليا نوبس
جوليا نوبس عارضة أزياء أسترالية وطالب طب. إنها تعتبر «رمز الصناعة» من قبل موديلز.كوم و عارضة الأزياء من فوغ .  كانت على غلاف مجلة فوغ إيطاليا أربع مرات.

## روابط خارجية
- جوليا نوبس على إنستغرام